# Mémoire à deux voix
Mémoire à deux voix est un essai réflexif et biographique écrit par le président François Mitterrand et le prix Nobel Elie Wiesel.

## Présentation
Alors que s'achève son second mandat de président, François Mitterrand éprouve le besoin « de rassembler des pensées éparses et de confier à l'écriture le soin d'ordonner sa vie. » Il veut faire le point à travers une synthèse en confrontant son expérience avec celle du prix Nobel et ami Élie Wiesel, c'est « la nécessité de dire, en quelques mots trop longtemps contenus, qui m'importe. Tel est l'objet de ce livre. »
La dédicace en exergue, à Lucia, aurait été choisie par Wiesel en référence à une amie italienne .

## Contenu
Dans cet ouvrage, Elie Wiesel exprime l'« angoisse » et le « trouble » qu'ont causés les révélations de Pierre Péan à l'automne 1994 sur les relations de François Mitterrand avec René Bousquet, souhaitant des « réponses aussi complètes que possible ». François Mitterrand affirme : « Je vous réponds parce que c'est vous », et prévient en avant-propos qu'il a « mis en forme » lui-même « ce travail de mémoire ». François Mitterrand précise qu'il a rencontré René Bousquet seulement après la guerre, en 1949, en sachant qu'il avait été au gouvernement de Vichy, puis déporté par les Allemands ; et qu'il n'a pas cherché à en savoir davantage à son sujet comme ministre de l'intérieur (1954-1955). Il souligne également que jusqu'à la mise en cause publique de René Bousquet en 1978, ce dernier appartenait à de nombreux conseils d'administration, auprès de « personnalités éminentes qui semblent l'avoir oublié » : il existait, estime-t-il, « un consensus de respectabilité » autour de lui. De plus, Bousquet « participait au conseil de direction » de La Dépêche du Midi, où François Mitterrand écrivait des éditoriaux.